# 士孫萌
士孫萌（？—？），字文始，扶風（今陝西興平東南）人。士孫瑞之子。東漢澹津亭侯。

## 生平
董卓被誅殺後，士孫瑞認為王允必敗，京師不可居住久留，於是命士孫萌將家屬遷至荊州依附劉表。
興平二年（公元195年），士孫瑞在保護漢獻帝時被亂軍殺害。漢獻帝遷都許都後，追論士孫瑞之功，封其子為澹津亭侯。士孫萌有才學，與王粲友善。王粲曾作《贈士孫文始詩》。